# Кузюткин, Владимир Иванович
Владимир Иванович Кузюткин (20 февраля 1947, Петропавловск-Камчатский, Хабаровский край — 10 июня 2022, Москва) — советский и российский волейбольный тренер, в 2009—2011 и 2017 годах — главный тренер женской сборной России. В 2010 году привёл национальную команду к победе на чемпионате мира. Мастер спорта СССР (1976), заслуженный тренер России (2011).

## Биография
Владимир Кузюткин родился в Петропавловске-Камчатском. В 1953 году с семьёй переехал в Сталинград, где и начал свой спортивный путь. В детстве увлекался плаванием, баскетболом, футболом, был чемпионом города по боксу среди юношей, а в 16-летнем возрасте пришёл в волейбол. В 1960-е годы выступал в амплуа связующего за волгоградский «Буревестник» и ростовский СКА, в 1970-е — за «Автомобилист» (Куйбышев), «Каспий» (Шевченко).
После окончания Волгоградского государственного института физической культуры работал преподавателем на кафедре спортивных игр, был играющим тренером команды «Мотор», которую вывел в первую лигу чемпионата СССР.
С 1982 по 1989 год работал старшим тренером мужской команды «Уралэнергомаш» из Свердловска. Под его руководством уральский коллектив в сезоне 1984/85 годов занял второе место в первой лиге чемпионата СССР, а в следующем сезоне стал шестым в высшей лиге, что является высшим достижением клуба в советский период его истории.
С 1989 года работал в Турции в основном с женскими клубами, а также с национальными сборными, был главным тренером «Эмлякбанка» из Анкары (1989—1993) и стамбульских клубов «Эджзаджибаши» (1993—1996) и «Гюнеш Сигорта» (1996—1999), четырежды приводил свои команды к победе в чемпионатах Турции, дважды признавался лучшим иностранным тренером страны. В 1992 году привёл мужскую сборную Турции к победе в Балканиаде в Измире, а с женской сборной Турции в июне 1997 года выиграл серебряные медали Средиземноморских игр в Бари.
В 2000 году Владимир Кузюткин вернулся в Россию и вошёл в тренерский штаб мужской команды «Белогорье-Динамо», ставшей чемпионом России. В дальнейшем работал с мужскими командами «Нефтяник» Ярославль (2001) и «Самотлор» (2002—2003), а затем — снова с женскими: «Автодором-Метаром» (2003—2004), «Университетом-Белогорьем» (2006—2008) и «Балаковской АЭС» (2008—2009), но определённого успеха добился только в Белгороде в 2007 году, когда вывел местный «Университет» в Суперлигу чемпионата России.
Осенью 2008 года предложил свою кандидатуру на замещение вакантной должности главного тренера женской сборной России. В этот период возглавляемая им «Балаковская АЭС» являлась явным аутсайдером чемпионата России, однако на состоявшемся 17 февраля 2009 года заседании президиума Всероссийской федерации волейбола (ВФВ) Владимир Кузюткин опередил по количеству голосов уже имевшего опыт работы со сборной тренера «Заречья-Одинцова» Вадима Панкова и был утверждён в должности главного тренера российской национальной команды. В решении президиума отмечались организаторские способности Кузюткина, его огромный опыт и приверженность жёсткой дисциплине.
Я пошёл на это точно не ради славы. Знаю, что сейчас многие называют меня чуть ли не сумасшедшим… Да, будет трудно. Но рук я никогда не опущу. И ни за что не дам в обиду наших девчонок. Меня клюйте сколько угодно. Но только не трогайте их
— говорил Владимир Кузюткин в интервью вскоре после своего назначения.
В 2009 году сборная России прошла непростой путь формирования новой команды. На Кубке Бориса Ельцина она вырвала чемпионский титул в тяжелейшем финале с японками, а на Гран-при завоевала серебро, хотя была очень близка к победе в игре со ставшей чемпионом Бразилией и на всём турнире. Однако следующий крупный старт — чемпионат Европы в Польше — не принёс успеха российским волейболисткам, занявшим лишь 6-е место. Подводя итоги года, президиум ВФВ дал неудовлетворительную оценку выступлению женской сборной России, и тем не менее её тренерскому составу во главе с Кузюткиным был дан шанс продолжить работу с командой.
Отмечая игровые проблемы, связанные с серьёзной ротацией состава, омоложением команды, люди, связанные с ней, говорили, что Владимиру Кузюткину удалось создать особую атмосферу в команде, что на том этапе жизни сборной было важнее сиюминутного результата. Екатерина Гамова, собиравшаяся взять паузу в выступлениях за сборную, вернулась в её состав перед Гран-при-2009 без каких-либо уговоров, заявив, что её привлекла «очень азартная интересная игра команды на Кубке Ельцина и обстановка в коллективе». Мария Жадан высказывала аналогичные мысли:
Коллектив — это пока наше самое большое достижение. Он есть, это правда. Думаю, это особенность работы Владимира Ивановича. Он и в Белгороде создавал команду похожим образом. Люди без громких имен, мечтавшие заявить о себе, были объединены одной идеей. А те, кто уже чего-то добился, находят у Кузюткина новую мотивацию. Атмосфера в командах этого тренера обычно позитивная, рабочая.
Огромная работа, проделанная тренером и его подопечными, принесла свои плоды. В 2010 году до чемпионата мира в Японии крупных стартов у сборной, пропускавшей очередной розыгрыш Гран-при, было немного, но Кузюткину удалось вывести команду на пик формы к главному турниру года. Опираясь на многоопытных Екатерину Гамову, Любовь Соколову, Марию Борисенко, все игроки российской сборной проявили свои лучшие качества, выиграли на чемпионате мира 11 матчей из 11, превзошли соперниц мастерством, характером и настроем и защитили титул, завоёванный в той же Японии 4 года назад.
22 декабря 2010 года Владимир Кузюткин вновь был утверждён в должности главного тренера женской сборной России на ближайшие два года. Со 2 марта по 16 мая 2011 года также возглавлял московское «Динамо».
2011 год сложился для сборной России менее успешно — она заняла 4-е место на Гран-при и 6-е место на чемпионате Европы, не позволившее ей войти в число участников Кубка мира и турнира Гран-при следующего года. После чемпионата Европы Владимир Кузюткин принял решение оставить пост главного тренера женской сборной России. 21 октября 2011 года отставка была утверждена на заседании тренерского совета клубов Суперлиги. Его преемником в сборной стал Сергей Овчинников, возглавлявший на тот момент краснодарское «Динамо».
С октября 2011 года по апрель 2012 года Владимир Кузюткин работал главным тренером «Омички», которая под его руководством заняла 4-е место в чемпионате российской Суперлиги.
В феврале 2014 года назначен главным тренером женской сборной Болгарии. В наступившем сезоне новая команда Кузюткина добилась успеха в трёх турнирах, завоевав путёвку в финальную стадию чемпионата Европы-2015, выиграв Кубок Бориса Ельцина и заняв первое место в третьем дивизионе Гран-при. На чемпионате мира в Италии болгарки финишировали на 11-й позиции. 18 ноября 2014 года Болгарская федерация волейбола приняла решение не продлевать контракт с российским специалистом.
2 февраля 2017 года Владимир Кузюткин во второй раз возглавил женскую сборную России. Под его руководством команда выиграла путёвку на чемпионат мира-2018, заняла 2-е место Кубке Ельцина, 9-е на Гран-при и 4-е на Всемирном Кубке чемпионов. В сентябре 2017 года, на последнем этапе подготовки к чемпионату Европы, в штабе сборной России была произведена рокировка — Владимир Кузюткин перешёл на должность старшего тренера, а возглавил сборную его прежний ассистент Константин Ушаков. В связи с неудачным выступлением на чемпионате Европы Ушаков и Кузюткин спустя два месяца были отправлены в отставку.
В феврале 2018 года Владимир Кузюткин был приглашён на должность старшего тренера мужской команды «Белогорье», но, проработав в Белгороде меньше месяца, покинул команду после поражения в первом матче четвертьфинальной серии чемпионата России.
Скончался 10 июня 2022 года на 76-м году жизни. Похоронен на Широкореченском кладбище Екатеринбурга.

## Достижения
В качестве главного тренера
С женскими клубами
- Чемпион Турции (1989/90, 1990/91, 1993/94, 1994/95)
- Серебряный (1998/99) и бронзовый (1996/97) призёр чемпионатов Турции
- Серебряный призёр чемпионата России (2010/11)

С мужскими клубами
- Бронзовый призёр чемпионатов Турции (1991/92, 1992/93)

С женской сборной России
- Чемпион мира (2010).
- Серебряный призёр Гран-при (2009)

## Награды и звания
4 апреля 2011 года Владимиру Ивановичу Кузюткину было присвоено звание заслуженного тренера России.
Награждён Почётным знаком Всероссийской федерации волейбола «За заслуги в развитии волейбола в России» (2011).
Признан лучшим тренером 2010 года по версии газеты «Спорт-Экспресс».